# 蕭速撒
蕭速撒（しょう そくさつ、? - 太康3年6月5日（1077年6月27日））は、遼（契丹）の政治家・軍人。字は禿魯菫。契丹突呂不部の出身。

## 経歴
重熙年間、右護衛太保に累進した。蒲奴里が反抗すると、耶律義先の下で蒲奴里を攻撃し、首長の陶得里を捕らえて凱旋した。清寧年間、北面林牙・彰国軍節度使を歴任し、召還されて北院枢密副使となった。咸雍10年（1074年）、西南辺境を経略して、北宋の堡塁を取り除き、皮室軍を駐屯させた。
太康2年（1076年）、知北院枢密使事となった。ときに耶律乙辛が遼の朝廷で権勢を振るい、追従する者の多くは顕位に上ったが、速撒は耶律乙辛に従おうとしなかった。耶律乙辛は速撒を憎み、太康3年（1077年）5月には道宗の廃立をはかった首謀者として速撒を誣告した。この件は調査されたが証拠が出ず、速撒は上京留守に出向させられた。6月、耶律乙辛は蕭訛都斡を使嗾して速撒を再び誣告させた。道宗は怒って、改めて尋問することなく、人を派遣して速撒を殺させた。
乾統年間、蘭陵郡王に追封され、画像が宜福殿に安置された。

## 伝記資料
- 『遼史』巻99 列伝第29